# L'uomo della Virginia
L'uomo della Virginia (The Virginian) è un film del 1929 diretto da Victor Fleming. Prodotto dalla Paramount Pictures, ha come interpreti Gary Cooper, Walter Huston, Mary Brian, Richard Arlen, Helen Ware, Chester Conklin, Eugene Pallette, Victor Potel, E. H. Calvert.

## Distribuzione
La pellicola è stata distribuita nelle sale cinematografiche statunitensi a partire dal 9 novembre 1929.